# Rupia nepalesa
A rupia nepalesa (em nepali: रूपैयाँ. SM: Rp. Código: NPR) é a moeda oficial do Nepal. A emissão da moeda é controlada pelo Nepal Rastra Bank, o banco central do Nepal.

## História
Inicialmente, a rupia foi chamada de mohru em nepali. A moeda foi introduzida em 1932, substituindo o mohar da seguinte maneira: dois mohar equivalendo a uma rupia. Seu valor foi pregado com a rupia indiana.
Em 1955, moedas de 4 Paisa foram cunhadas, feitas de estojos de cartuchos de rifle da Segunda Guerra Mundial que foram usados pelos soldados Gurkha que lutaram contra os japoneses imperiais no Pacífico. As moedas foram produzidas removendo o primer dos estojos e os estojos foram então convertidos em moedas de 4 Paisa para comemorar a coragem e a vitória dos Gurkha durante a guerra.
Em outubro de 2007, uma nota de 500 rupias foi emitida na qual o retrato do rei foi substituído pelo Monte Everest. Isso reflete a mudança histórica de uma monarquia para uma república que ocorreu em maio de 2008 no Nepal. Outras notas de 5, 10, 20, 50, 100 e 1000 rupias com o Monte Everest e sem referência ao rei em suas legendas seguiram em 2008.
As primeiras emissões das notas de 500 e 1000 rupias foram impressas em papel que ainda tinha o retrato coroado do rei como uma marca d'água na "janela" na parte direita da face das notas. Foi decidido imprimir uma flor vermelha de rododendro (flor nacional do Nepal) em cima da marca d'água. As notas dessas denominações, emitidas em 2009 e posteriormente, são impressas em papel com uma flor de rododendro como marca d'água em vez do retrato real e, portanto, foram lançadas sem a sobreimpressão adicional em vermelho.